# غوران أباد قزاق
غوران‌ أباد قزاق هي قرية في مقاطعة نقدة، إيران. يقدر عدد سكانها بـ 55 نسمة بحسب إحصاء 2016.